# SOS Sonja
SOS Sonja is een Nederlands televisieprogramma. Het programma wordt gepresenteerd door Sonja Bakker en wordt elke woensdagavond om half tien uitgezonden op RTL 4. Het tweede seizoen wordt in het najaar van 2010 om half negen uitgezonden op woensdagavond.
In SOS Sonja probeert Sonja Bakker mensen te helpen die niet gelukkig kunnen zijn omdat ze last hebben van hun overgewicht. Elke week begeleidt Sonja twee mensen die zich hebben opgegeven.